# Otto Wilhelm von Quadt-Wykradt-Isny

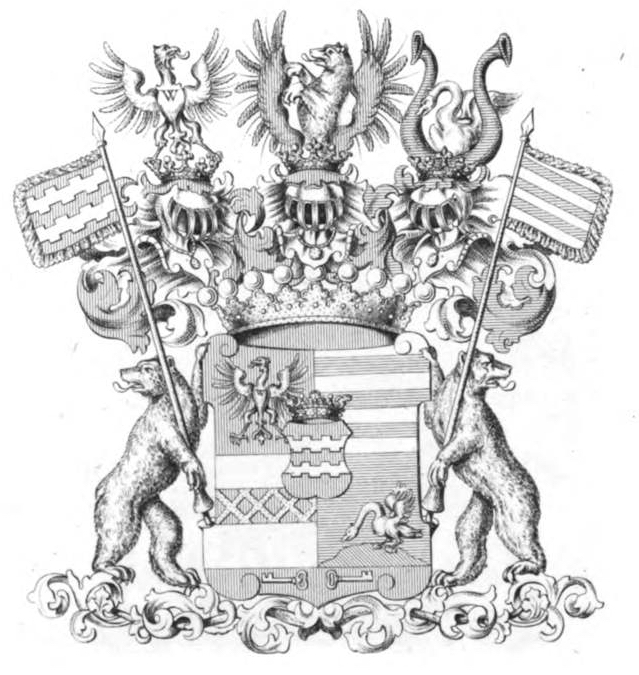
Wappen mit neunzackiger Grafenkrone

Otto Wilhelm Graf von Quadt-Wykradt-Isny (* 14. Juli 1758 auf Schloss Wickrath; † 19. Januar 1829 in Düsseldorf) war als Erbe der Linie Wickrath des niederrheinischen Adelsgeschlechts Quadt von 1785 bis 1794 sowie von 1803 bis 1806 ein regierender Graf im Heiligen Römischen Reich.

## Leben
Otto Wilhelm wurde als Sohn des Reichsgrafen Wilhelm Otto Friedrich von Quadt zu Wykradt und Schwanenberg, genannt Heiden (1717–1785), und dessen Ehefrau Anna Gräfin von Bylandt (1726–1763) geboren. Sein Vater hatte sich die am 16. April 1752 durch Franz I. patentierte Erhebung vom Reichsfreiherrn zum Reichsgrafen erkauft und seine höhere reichsunmittelbare Stellung durch den ab 1746 erfolgenden Neubau von Schloss Wickrath unterstrichen.
Am 21. Juli 1778 heiratete er in Nimwegen Dorothea Charlotte Freiin von Neukirchen, genannt Nyvenheim (* 1749; † 21. Mai 1785), die Tochter des Freiherrn Gijsbert von Neukirchen, genannt Nyvenheim, Herr von Driesberg, Mook und Kessel (1705–1792), und dessen Ehefrau Seina Margriet van Wijhe, Herrin von Eck und Wiel (1714–1770). Aus der Ehe gingen der Sohn Wilhelm (* 27. November 1780; † 4. Januar 1781), 1783 der zweitgeborene Sohn und Erbgraf Wilhelm sowie die Tochter Luise Marie (* 20./21. März 1784; † 10. Januar 1845) hervor. In zweiter Ehe vermählte er sich mit Justina Eberhardina von Bylandt (1767–1809), einer Tochter des Grafen Alexander von Bylandt (1743–1819), die den Sohn Friedrich Wilhelm (* 8. März 1788; † 5. Dezember 1860) und die Tochter Viktoria Esperantia Alexandrine (* 17. März 1789; † August 1800) gebar.
Als Otto Wilhelms Vater die 1756 in seinen Besitz gelangte Herrschaft Loenen und Wolfern bei Nimwegen durch einen aufwendigen Schlossbau zur Residenz seines Geschlechts ausbauen wollte und zur Finanzierung des Vorhabens die Grafschaft Wickrath für 50.000 Gulden an Maximilian Friedrich von Königsegg-Rothenfels, den Kurfürsten von Köln, veräußern wollte, intervenierte Otto Wilhelm, der Wickrath für sich und seine Nachfahren als reichsunmittelbare Grafschaft zu erhalten trachtete, erfolgreich.
1785 trat er als Erbe und regierender Graf die Herrschaft über die Reichsgrafschaft an. Als solcher trug er den Titel eines Erbdrosten und Erbhofmeisters im Fürstentum Geldern und der Grafschaft Zutphen. Das von ihm vertretende Adelsgeschlecht gehörte zum Grafenkollegium des Niederrheinisch-Westfälischen Reichskreises mit Sitz und Stimme auf der protestantischen Bank. Aufgrund seiner Besitzungen in Geldern, das bis 1795 Teil der Republik der Vereinigten Niederlande war, gehörte Otto Wilhelm auch den Staaten von Geldern als Mitglied an. Die Reichsgrafschaft Wickrath umfasste zu seiner Zeit etwa 8400 Morgen mit rund 2000 Einwohnern, die sich auf sechs größere Ortschaften und einige Weiler verteilte.
Im Zuge des Ersten Koalitionskriegs besetzten französische Truppen im Herbst 1794 das Gebiet des Linken Rheinufers, wozu auch Otto Wilhelms Territorien um Wickrath und Schwanenberg gehörten, und annektierten es als Teil der Französischen Republik. Während er in seinen reichsgräflichen Gebieten am Niederrhein sowohl als Landesherr als auch als Grundbesitzer abgesetzt wurde, beließ ihm die 1795 errichtete Batavische Republik seinen niederländischen Grundbesitz in den Herrschaften Loenen und Wolfern. Der 1801 geschlossene Friede von Lunéville besiegelte seine Depossedierung als Reichsgraf, versprach ihm aber gleichzeitig eine Entschädigung innerhalb des Reichs.
Mit seiner Familie war Otto Wilhelm 1794 vor den herannahenden Revolutionstruppen auf die rechte Rheinseite nach Düsseldorf geflüchtet. Dort lebte er, als der am 25. Februar 1803 gefasste Reichsdeputationshauptschluss seine Entschädigung als Reichsgraf schließlich regelte: Für Wickrath und Schwanenberg erhielt er die ehemalige Reichsabtei St. Georg zu Isny, die ehemalige Reichsstadt Isny sowie eine jährliche Rente von 11.000 Gulden aus der ehemaligen Reichsabtei in Ochsenhausen. Als wieder souveräner Herr sich nunmehr „Reichsgraf von Quadt zu Wykradt und Isny“ nennend, zog Otto Wilhelm am 8. März 1803 feierlich in Isny ein. Die Gebiete der Abtei St. Georg und der Stadt Isny ließ er als Reichsgrafschaft Isny verwalten. Alsbald kehrte er nach Düsseldorf zurück. Als bei der Gründung des Rheinbundes im Jahr 1806 die Rheinbundakte ratifiziert wurde und darin geregelt war, dass seine Reichsgrafschaft Isny nunmehr unter die Souveränität des neugegründeten Königreichs Württemberg fällt, verlor Otto Wilhelm seine Stellung als Landesherr abermals.
Die Pflicht, sich jährlich für mindestens drei Monate am württembergischen Hof in der Residenz Stuttgart aufzuhalten, lehnte er ebenso ab, wie längere Aufenthalte in Isny, das er als „Schneeloch“ bezeichnet haben soll. 1809 verwitwet, kaufte er um 1811 im Düsseldorfer Stadtteil Pempelfort unweit des Flinger Steinwegs ein größeres Grundstück für die Errichtung eines Landhauses mit Park (heute Stadtmitte: im 19. Jahrhundert überbauter Komplex zwischen Oststraße, Am Wehrhahn, Cantadorstraße und Leopoldstraße). Der Düsseldorfer Landschaftsgärtner Maximilian Friedrich Weyhe entwarf ihm hierzu einen Englischen Landschaftsgarten. Durch Übergabevertrag vom 29. Mai 1812 überließ er seine Besitzungen in Isny seinem ältesten Sohn, dem Erbgrafen Wilhelm. Infolge des Wiener Kongresses und der Deutschen Bundesakte avancierte dieser 1815 zum Standesherrn im Königreich Württemberg. Später unternahm Otto Wilhelm den Versuch, seinen Sohn Wilhelm zur Rückgabe der Standesherrschaft Isny zu bewegen, wozu dieser aber nicht bereit war.
In seinem Landhaus und seinem „Gärtlein“ verbrachte Otto Wilhelm ein Leben „in der größten Zurückgezogenheit“. In seinem Testament vom 26. Mai 1826 vermachte er den Pempelforter Landsitz, das Quadt’sche Gut, seinem jüngsten Sohn Friedrich Wilhelm, der damals als Oberstleutnant in königlich niederländischen Diensten stand. 1835 ließ der Erbe das herrschaftliche Anwesen, dessen Wohnhaus wenige Jahre zuvor neu erbaut worden war, versteigern.